# 秦始皇帝陵及び兵馬俑坑
秦始皇帝陵（しこうていりょう）、驪山陵とも呼ばれる、中国陝西省西安北東30kmの驪山北側（臨潼区）にある、秦始皇帝の陵（墓）とその周辺にある兵馬俑のユネスコの世界文化遺産としての総称である。中国の5A級観光地（2007年認定）でもある。

## 概要
中国史初の皇帝であった秦の始皇帝は、その強大な力を背景に大規模な陵墓を建設した。これが秦始皇帝陵で、紀元前246年から紀元前208年にかけて造られたと推定されている。1974年、地元の住民により兵馬俑が発見され、1975年の新華社の報道で世界的な大ニュースとなった。
陵墓はピラミッド型の土塁で高さ76mである。長年の浸食で頂部は丸くなっている。地中レーダー探査により、封土内部に九層の壇状構造が確認されている。各層は厚さ3-8メートルの人工的な夯土（こうど：突き固めた土）で構成され、『漢書』劉向伝に「中成観遊、上成山林」と記される「九層の台」の実態と推定。戦国時代の斉国で発達した「陰陽五行説」と「神仙思想」の融合を示す。『史記』封禅書に記される始皇帝の崑崙山崇拝を具現化したもの。また兵馬俑は陵墓の1.5km東に位置し、その規模は2ha程である。3つの俑坑には戦車が100余台、陶馬が600体、武士俑は成人男性の等身大で8000体近くあり、みな戦闘態勢で東を向いている。
この兵馬俑、銅車馬の発見は特に、中国史の研究上、当時の衣服や武器・馬具等の様相や構成、また、始皇帝の思想などを知る上できわめて貴重なものである。兵馬俑坑は、現在発掘調査がなされ公開されている箇所だけでなく、その周囲にも広大な未発掘箇所をともなうが、発掘と同時に兵馬俑の表面に塗られた色彩が消える可能性があることなどの理由から、調査がなされていない。なお、兵馬俑を建設したのは二代皇帝胡亥という説もある。
史記は始皇帝の遺体安置場所近くに「水銀の川や海が作られた」と述べる。この記述は長い間、誇張された伝説と考えられていたが、1981年に行われた調査によるとこの周囲から水銀の蒸発が確認された。

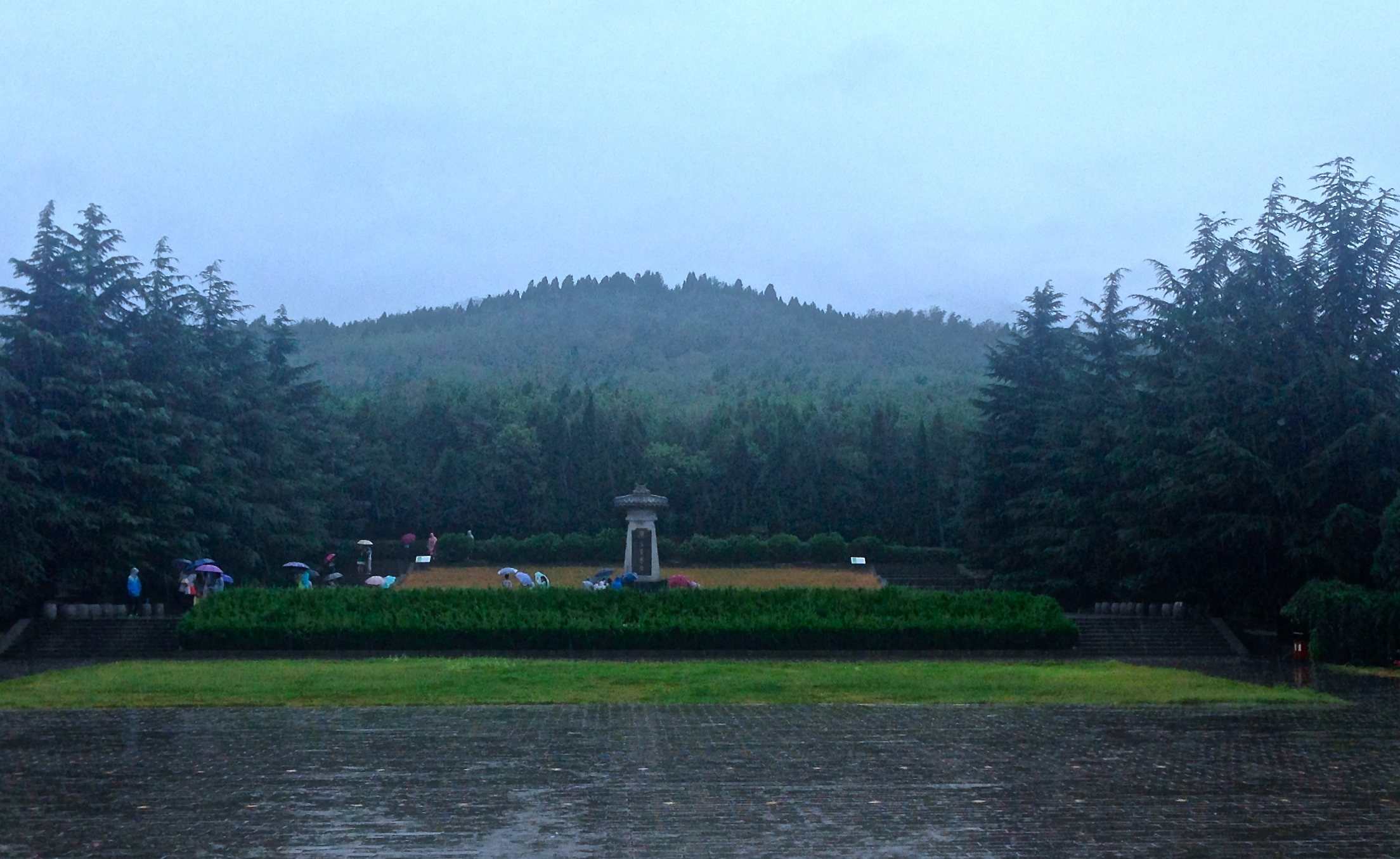
秦始皇帝陵
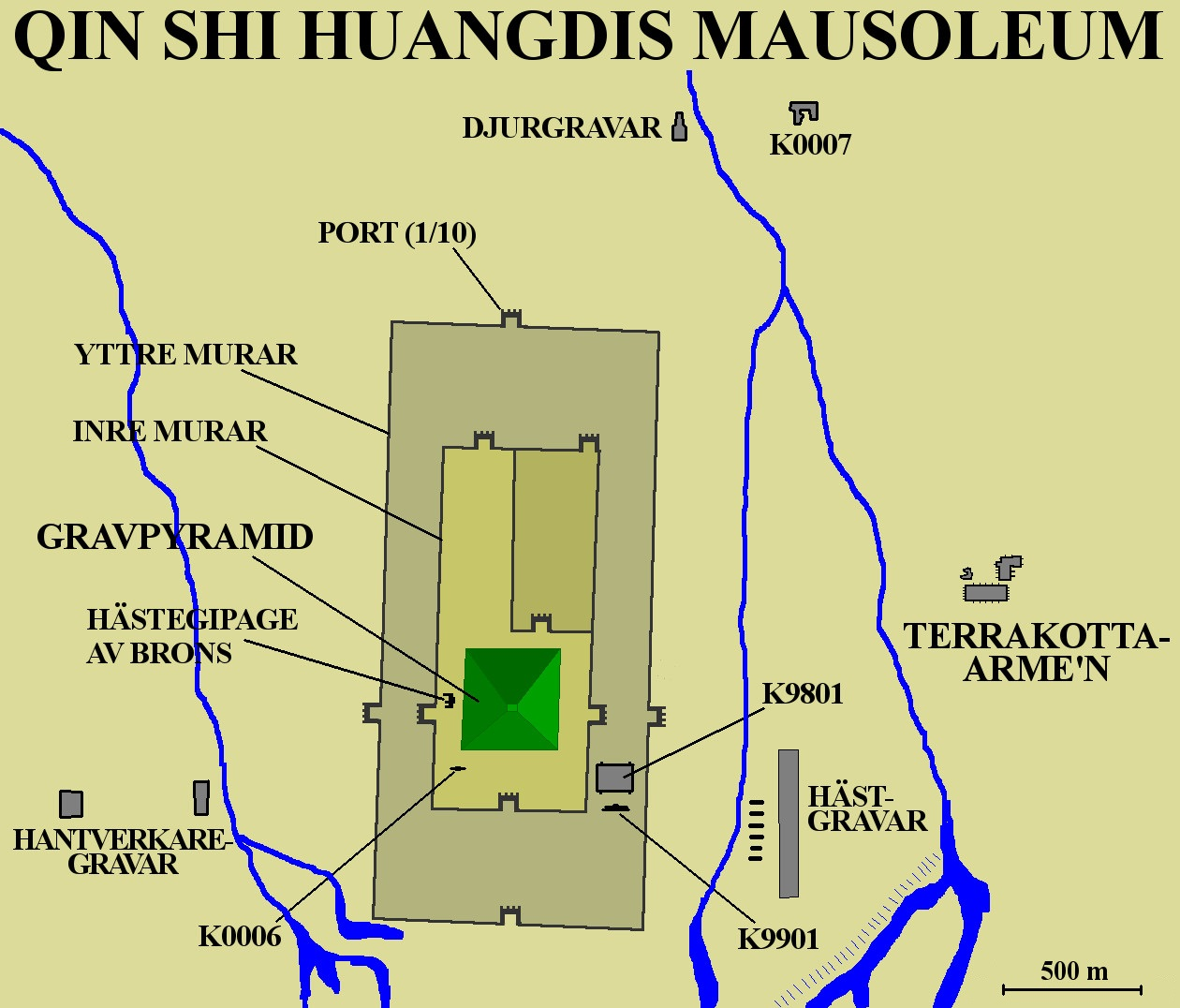
秦始皇帝陵（緑色）とその周囲の墓域

## 構造

### 風水構造

#### 背山臨水の格局
始皇帝陵（秦始皇帝陵）は中国陝西省西安市臨潼区に位置し、南に驪山（りざん）を背にし、北に渭水（いすい）を望む。さらに東側には人工的に改修された魚池水が流れ、西側には温泉が配されることで、三面環水・南面背山の構造を形成している。この配置は『大漢原陵秘葬経』に記される「立冢安墳、須籍来山去水」（山を背に水を臨む）という古代風水の理想形とされ、後世の漢代帝陵（高祖長陵・武帝茂陵など）の模範となった。

#### 人工改修による環境調和
陵建設時、驪山東北から北流していた魚池水は、五嶺遺址と呼ばれる長さ1,000m以上の堤防を築くことで西北方向へ迂回させられた。この工事により、渭水と魚池水が陵の北側と東側を包囲する「水龍」の形が意図的に創出されている。

#### 吉地説
- 龍脈の象徴：衛星写真分析によれば、驪山から華山にかけての山脈が「龍形」をなし、陵はちょうど龍の眼（画竜点睛の位置）に当たるとされる。
- 蓮花穴の地形：驪山の峰々が放射状に広がり、陵はその中心（花蕊）に位置する「蓮花穴」と称される霊地である。
- 財宝の気：驪山北麓は金鉱、南麓は藍田玉の産地であり、『水経注』は「始皇その美名を貪り、よって葬る」と記し、資源豊かな地相が重視されたと解釈する。

#### 凶地説
- 陰陽逆転：山（陽）が南（乾卦・老陽）、水（陰）が北（坤卦・老陰）に位置し、陰陽調和が破綻。王朝の持続を損なう「大凶格局」とされる。
- 白虎煞：陵を基準に左（東）の渭水が青龍、右（南）の驪山が白虎に当たり、「白虎抬頭」（白虎が頭をもたげる）の凶相を形成。君臣不和を招くと解釈。
- 反弓水の害：北側の渭水が陵に向かって弓状に湾曲する「反弓水」は、弓矢が陵を射る形とされ、秦の短期滅亡（紀元前207年）の一因と関連づけられる。

### 立地選定の背景
- 礼制上の制約：秦の先王陵墓が芷陽（臨潼西方）に集中する中、『論衡』の「尊者在西、卑幼在東」に従い、始皇は先王の東側に葬られた。
- 地政学的戦略：驪山は潼関に近く、咸陽防衛の軍事要衝。陵が都城監視の役割をもった可能性。
- 永世思想の具現：『史記』始皇帝本紀の「穿三泉」（三層の地下水脈を穿つ）記述に見られるように、陵は地下水脈を制御する高度な土木技術で堅固化され、風水と実用性を融合させている。

### 物理の規模
陵園総面積56.25 km²、内城南北1,355m×東西580m、外城南北2,165m×東西940m、陵墓封土:底面積約25万m²、南北515m×東西485m、高さ115m、（『漢書』記載）、現規模底面積約12万m²、高さ55~76m（地形要因による測定値の相違）、兵馬俑坑最大1号坑230m×62m。

### 封土（人工陵丘）
- 陵墓の地上標識となる人工の土塚。
- 現在の高さ約76m（造営時は115mと推定）、基底部分は方形（南北350m×東西345m）。
- 層状に夯築（こうちく：土を突き固める工法）され、地中レーダー探査により、封土内部に九層の壇状構造が確認されている。『漢書』には「陵高五十丈（約115m）」と記録。

#### 象徴構造
- 内部に3層の版築（はんちく）基壇（「三成」構造）、頂部に霊魂昇天のための「中成観遊」建築跡。
- 方位思想：陵園全体が坐西朝東（西を背に東向き）で、秦の都・咸陽城の配置と連動。

### 地宮（墓室中枢）
- 封土直下の核心区域。深さ約30m。未発掘だが物理探査（2002年）で：南北170m×東西145mの巨大空間、高濃度水銀反応（『史記』の「水銀で川海をなす」記述を裏付け）、強化壁（厚さ16mの石垣＋防水層）で囲繞。

#### 象徴システム
天文再現：天井に二十八宿の星図・夜明珠で日月表現。
地理再現：水銀100トン以上で秦版図の山河大海を模倣（科学探査で12,000㎡の水銀異常を確認）。
兵馬俑坑:皇帝親衛軍団の忠実な模倣（8,000体以上の俑）。
文官俑坑・百戯俑坑：官僚機構と宮廷娯楽の具象化。

#### 防衛機構
弩弓の自動発射装置（『史記』に「弩を機に引いて近づく者あれば輒して射る」と記載）、水銀蒸気による毒殺システム。

### 城垣体系

#### 三重の矩形城壁
1. 地宮を囲む内城（宮城を模倣）
2. 礼制施設を囲む外城（都郭の再現）
3. 陵園全域を区画する外縁垣
- 門址からは八つの城門（東西南北各2門）を確認。
- 台門形式：高さ2-4mの夯土台基上に構築され、『礼記』に規定される天子専用の「台門」 に合致。
- 門道構造：内城東門：三条門道（中央の御道幅20m）
陵園は「事死如事生」（死を生の如く祀る）の理念に基づき、秦都・咸陽を模した三重の城垣構造を持つ。封土（中央墳丘）を中心に、内城・外城が南北長方形に配置され、総延長は約12kmに及ぶ。
三出闕
東西内外城間の司馬道（儀礼通路）中軸に南北対称で設置。
東側三出闕：北闕長さ45.9m・幅4.6-14.6m、南闕長さ46.9m・幅3.2-15.3m。
西側三出闕：南闕長さ44m・幅5-15.5m（主闕29.5m×15.5m＋副闕2基）。
『独断』に「始皇、寝を墓側に出す」と記されるように、門闕は冥界宮殿の正門としての儀礼的役割を担う。
中国考古学で確認される最古の三出闕遺構。単闕→二出闕→三出闕の等級制度が秦代に確立した証拠。漢代帝陵（例：漢景帝陽陵）の三出闕設計の原型となり、唐代陵阙制度へ継承。

### 陪葬坑システム
1. 一号坑（兵馬俑坑1）
陵墓封土（中央墳丘）の東約1.5キロメートルに位置する。1974年に地元農民により最初に発見された坑で、規模が最大（長さ230m×幅62m）。秦始皇帝兵馬俑博物館の主要展示エリア内に包含される。
2. 二号坑（兵馬俑坑2）
一号坑の北東側に隣接（陵墓封土から同様に東約1.5km）。曲尺形の構造（長さ124m×幅98m）で、騎兵・戦車・歩兵が混合配置される。
3. 三号坑（兵馬俑坑3）
一号坑の西端北側に位置（陵墓封土から東約1.5km）。U字形の小規模坑（約520㎡）で、軍陣の「司令部」と推定される。
4. 四号坑（未完成坑）
一号坑と二号坑の間の北側区域に確認。俑は出土せず、土壙のみが存在。陵墓造営中断の証拠とされる。
5. 銅車馬坑
陵墓封土の西側20メートルに位置（1980年発見）。青銅製の輿車と馬を副葬した「地下車庫」。陵本体に最も近い重要副葬坑の一つ。
6. 百戯俑坑
陵墓封土の南東部（兵馬俑坑群の西南約200m）に所在。力士や芸能俑を出土。陵園の娯楽区画を示す。
7. 文官俑坑
陵墓封土の北東隅（陵園内城の北区）に位置。官僚制度を模した俑群が出土。行政機構の象徴的副葬。
8.青铜水禽坑
外城垣の北東約900メートルに位置し、封土（中央墳丘）からの直線距離は約3キロメートル。坑内には人工的な「河道」が再現され、水禽と楽師俑の共生場景が表現されている。坑の北側に秦代の沼地「魚池」が存在し、設計者は実在の水辺景観と陪葬坑を連動させた「借景式」の空間構成を採用。
9.石甲胄坑
陵墓封土（中央墳丘）の南東約200メートルに位置し、内城垣と外城垣の間に立地。総面積13,000平方メートルで、陵園城垣内では最大の陪葬坑となる。甲冑類の集中出土から「地下武庫」の機能を持つと推定され。
10.珍禽異獣坑
陵墓封土（中央墳丘）の西側、内城垣と外城垣の間に立地。内城西壁から東20m、外城西壁から西150mの区域。動物埋葬区、鹿・麂（キョン）などの草食獣、雑食動物、鳥類。生前の上林苑を模した冥界の狩猟場。『三輔黄図』は「漢上林苑は秦の旧苑」と記し、秋冬の皇帝狩猟を記録。
11.府蔵坑
陵園外城垣の北750m。封土中心から直線距離約4km。「地下食府」仮説、多種動物の集中埋葬から、肉食貯蔵庫（少府管轄の食材倉庫）の再現と推定。皇帝の死後生活に必要な「食糧供給ライン」を完結。
12.馬厩坑
内城と外城の間に分布し、主に陵墓封土（中央墳丘）の東側と西側に集中。東区坑群は中央厩苑「大廄」、西区は皇室専用「宮廄」 と推定。『睡虎地秦簡』の「廄苑律」規定（飼料供給量・疾病馬隔離）と出土器物が一致。皇帝の生前の車馬制度と厩苑管理を再現した「冥界の馬政システム」と解釈される。
- 現在までに180か所以上を確認。

### 水利防御工程
- 長さ1,300mの「阻排水渠」（地下水を迂回させる大規模排水路）。
- 地宮周囲に厚さ17mの防水粘土層（青膏泥）を施術。
- 陵墓封土（中央墳丘）の南側に築かれた古代水利施設。驪山（りざん）北麓の大水溝（だいすいこう）を水源とする洪水の陵園侵入を阻止する目的で建造され、全長約3,500メートルに及ぶ中国最古の大規模防洪システムの一つ。

#### 地理の脅威
陵園南側の驪山北麓には大小10以上の峡谷が集中。特に大水溝（谷口幅数十m）は山洪発生時に巨石を伴う激流が陵園直撃の危険があった。地層調査で陵園地下2-30mに6層の淤砂層を確認。築陵以前から洪水リスクが高かったことが判明。

#### 洪水対策
1. 遮水：大水溝を含む複数谷川の水を堤防で遮断。
2. 迂回：水流を東方向に転換→北転して清河経由で渭河へ流入。
3. 減勢：人工排水溝で流速を低減し、陵園東側の魚池地域へ安全に導水。
『水経注』に「（元は北流する）水は始皇陵により曲行し東注す」と記述。築堤後、陵園核心部は直接的な洪水被害を回避した。

## 歴史の沿革

### 建造の背景
始皇帝は13歳で即位した際、驪山北麓に陵墓の建設を開始。丞相・李斯が設計を主導し、少府令・章邯が監督。最大70万人が動員され、地勢や風水思想（背山臨水の地形）に基づき選定された。
秦始皇帝陵は「死後の世界も生前と同様」という思想に基づき、秦の都・咸陽を模した回字形の構造を持つ。陵園は陵園区と従葬区に分かれ、総面積は約56.25平方キロメートル。渭河を隔てて咸陽宮（現・咸陽市東）と南北軸線で直結（距離35km）。『三輔黄図』は「始皇、渭水を以って天漢（天の川）に擬す」と記し、陵墓を「地上の紫微垣（天帝の居所）」と位置付けた。地宮を中心に、内城・外城・外城外の4層構造で構成され、厳密な主従関係が存在する。

## 登録基準
この世界遺産は世界遺産登録基準のうち、以下の条件を満たし、登録された（以下の基準は世界遺産センター公表の登録基準からの翻訳、引用である）。
- (1) 人類の創造的才能を表現する傑作。
- (3) 現存するまたは消滅した文化的伝統または文明の、唯一のまたは少なくとも稀な証拠。
- (4) 人類の歴史上重要な時代を例証する建築様式、建築物群、技術の集積または景観の優れた例。
- (5) ある文化（または複数の文化）を代表する伝統的集落、あるいは陸上ないし海上利用の際立った例。もしくは特に不可逆的な変化の中で存続が危ぶまれている人と環境の関わりあいの際立った例。

秦始皇帝陵および兵馬俑坑
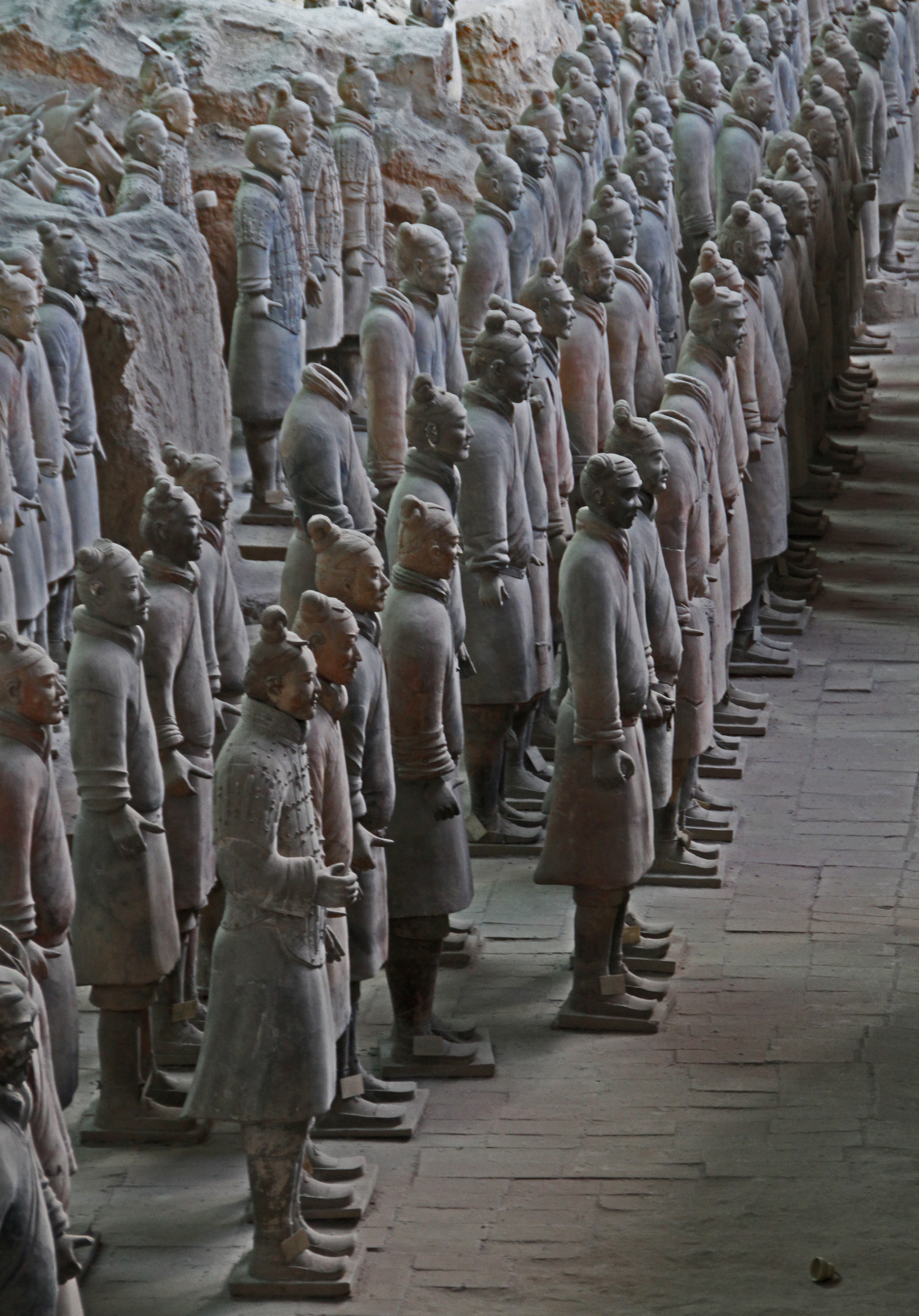
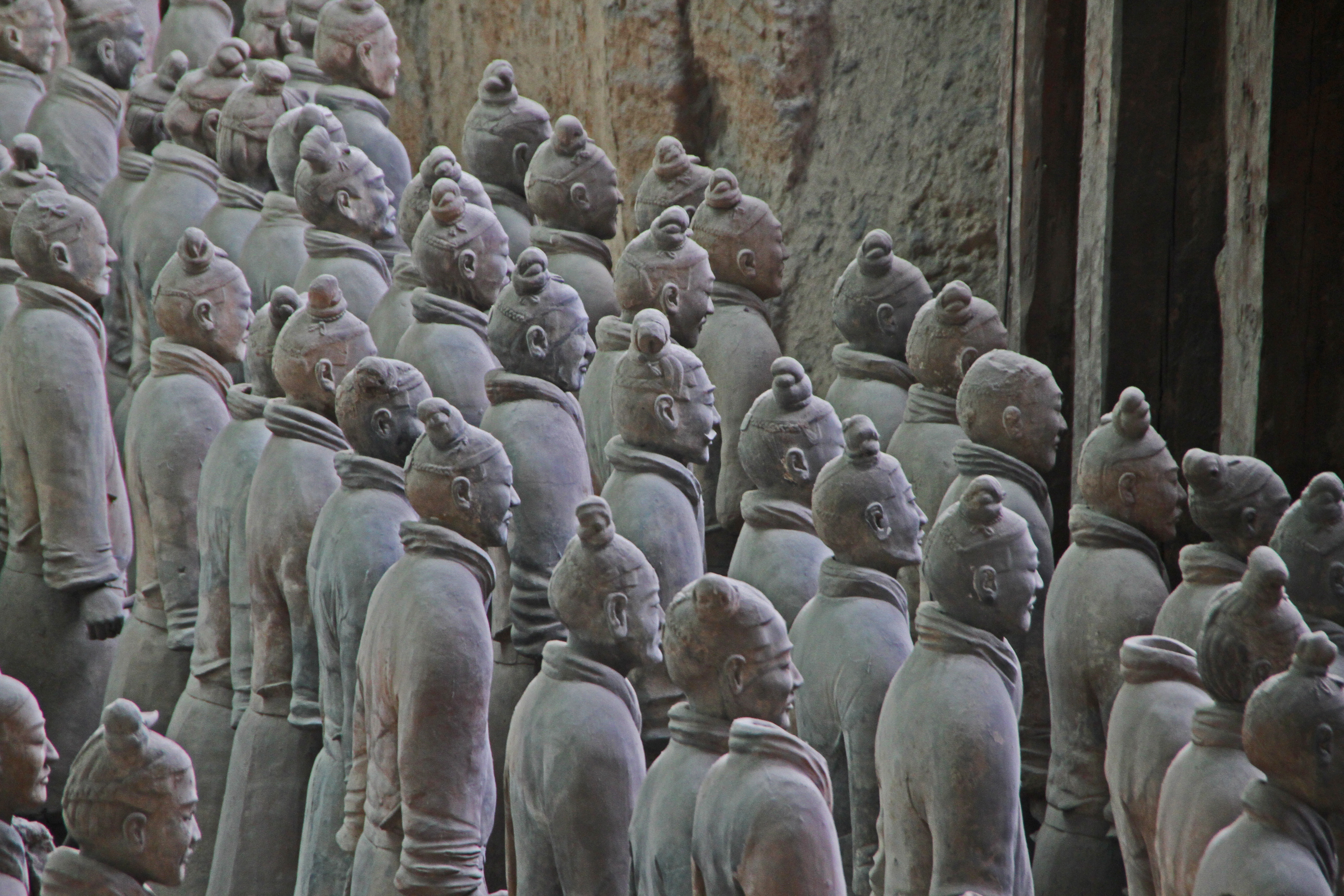
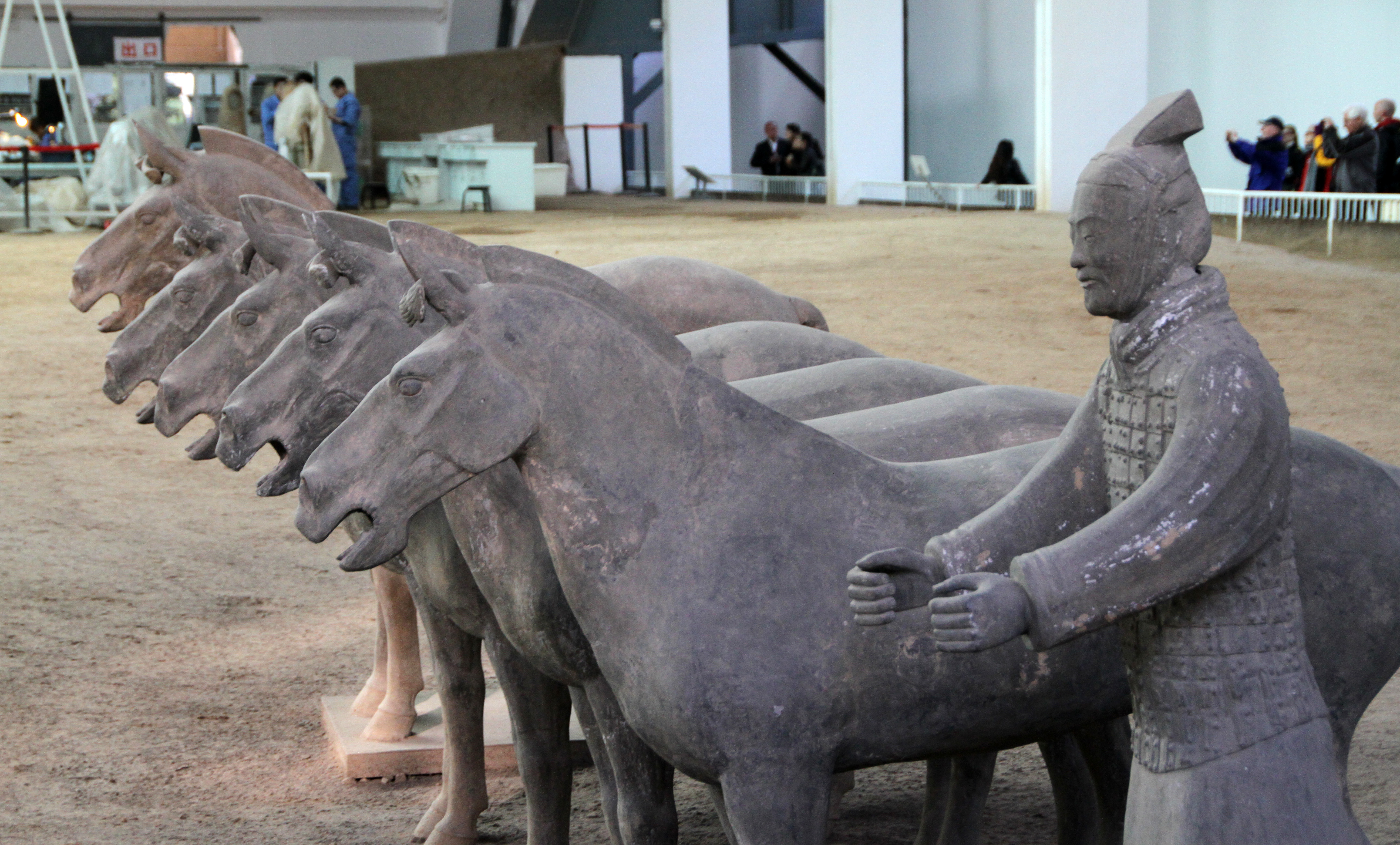
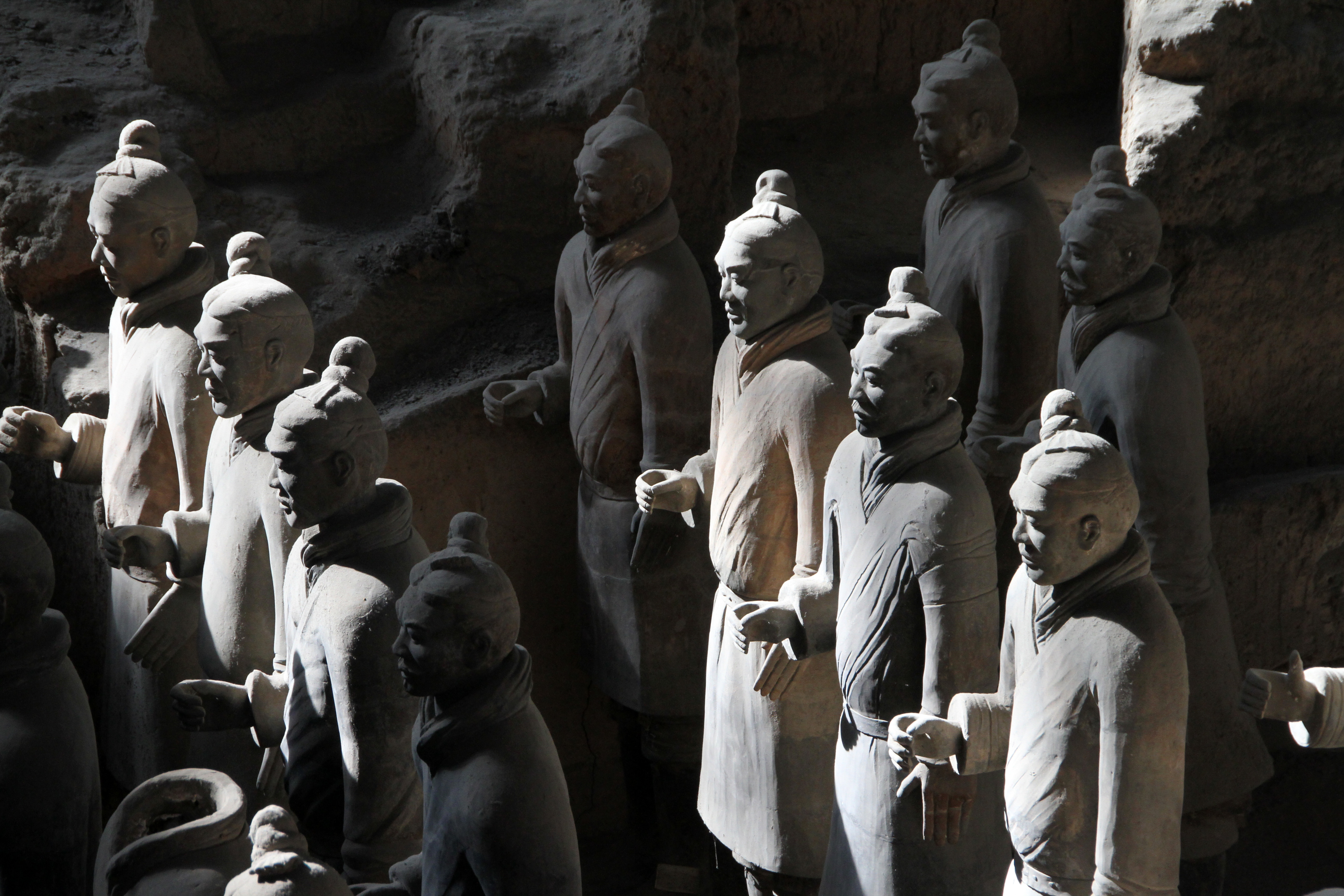
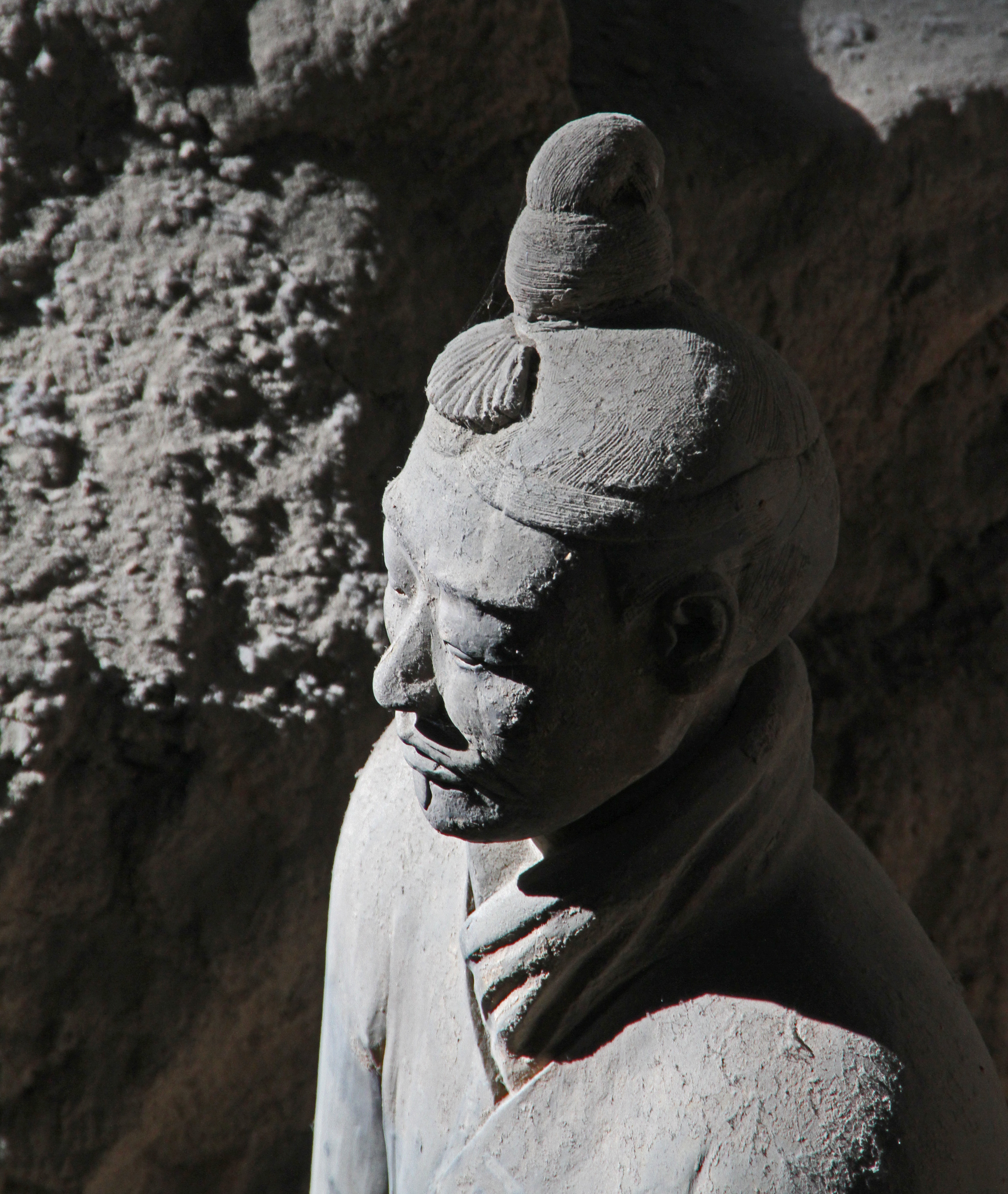
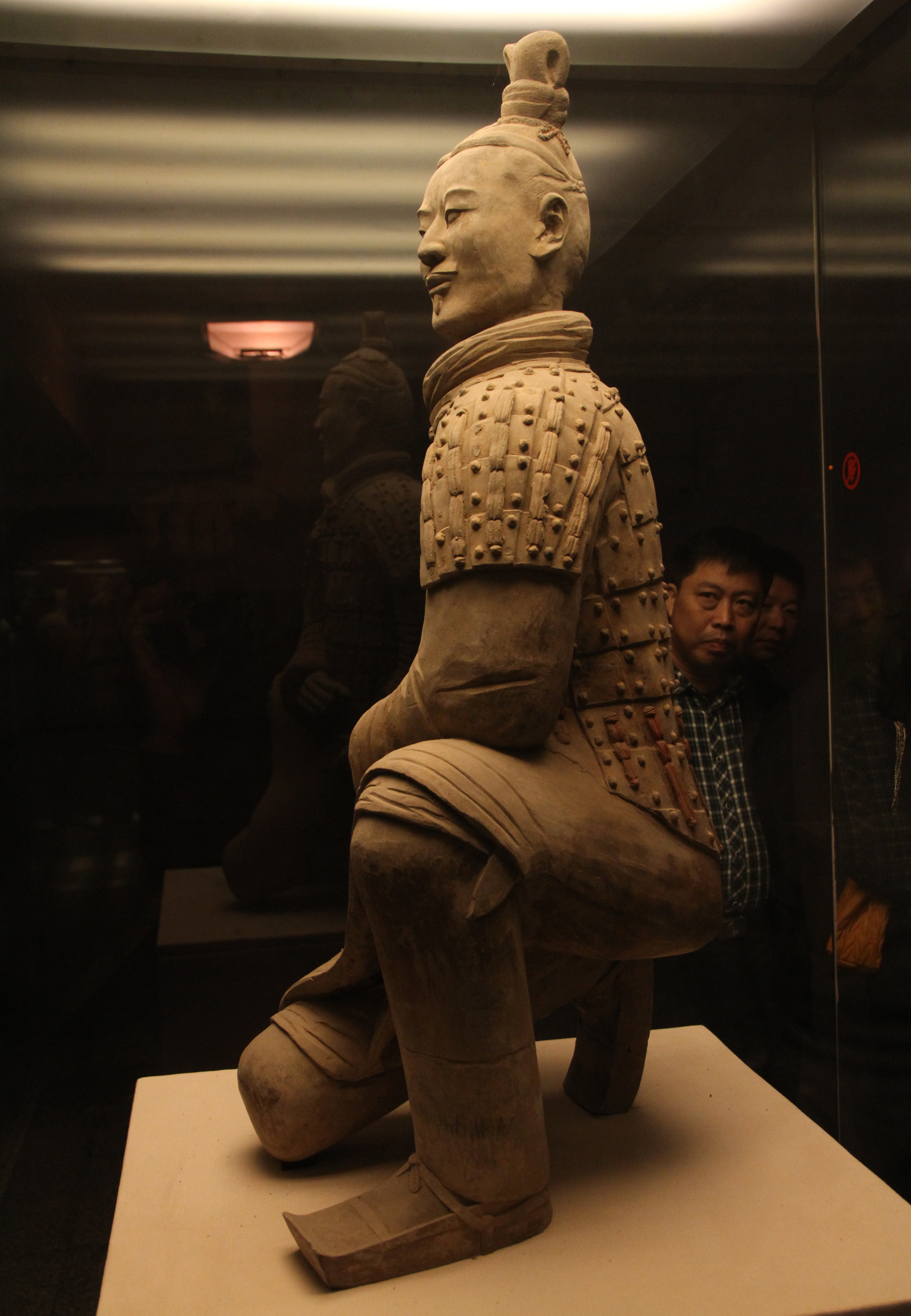
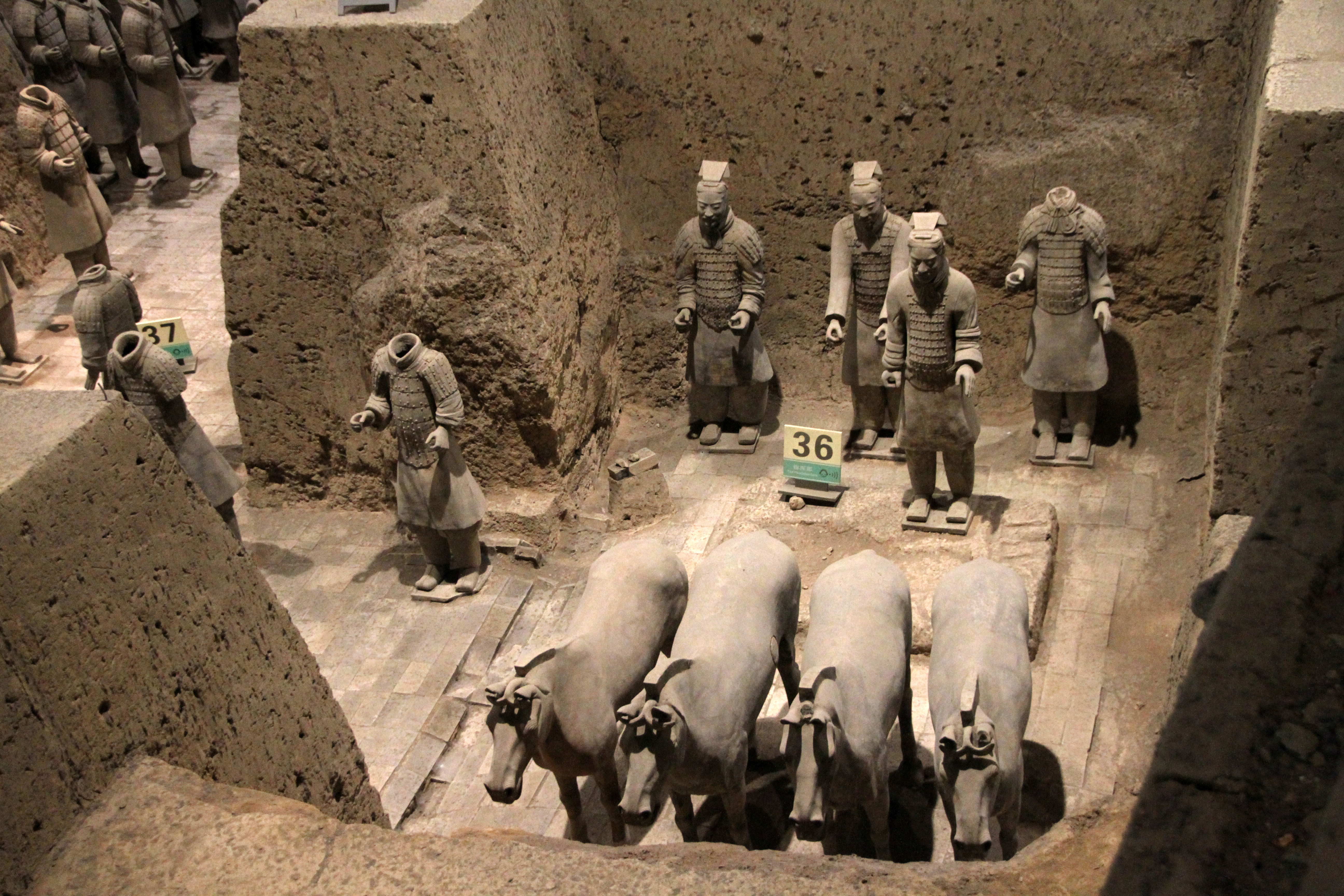
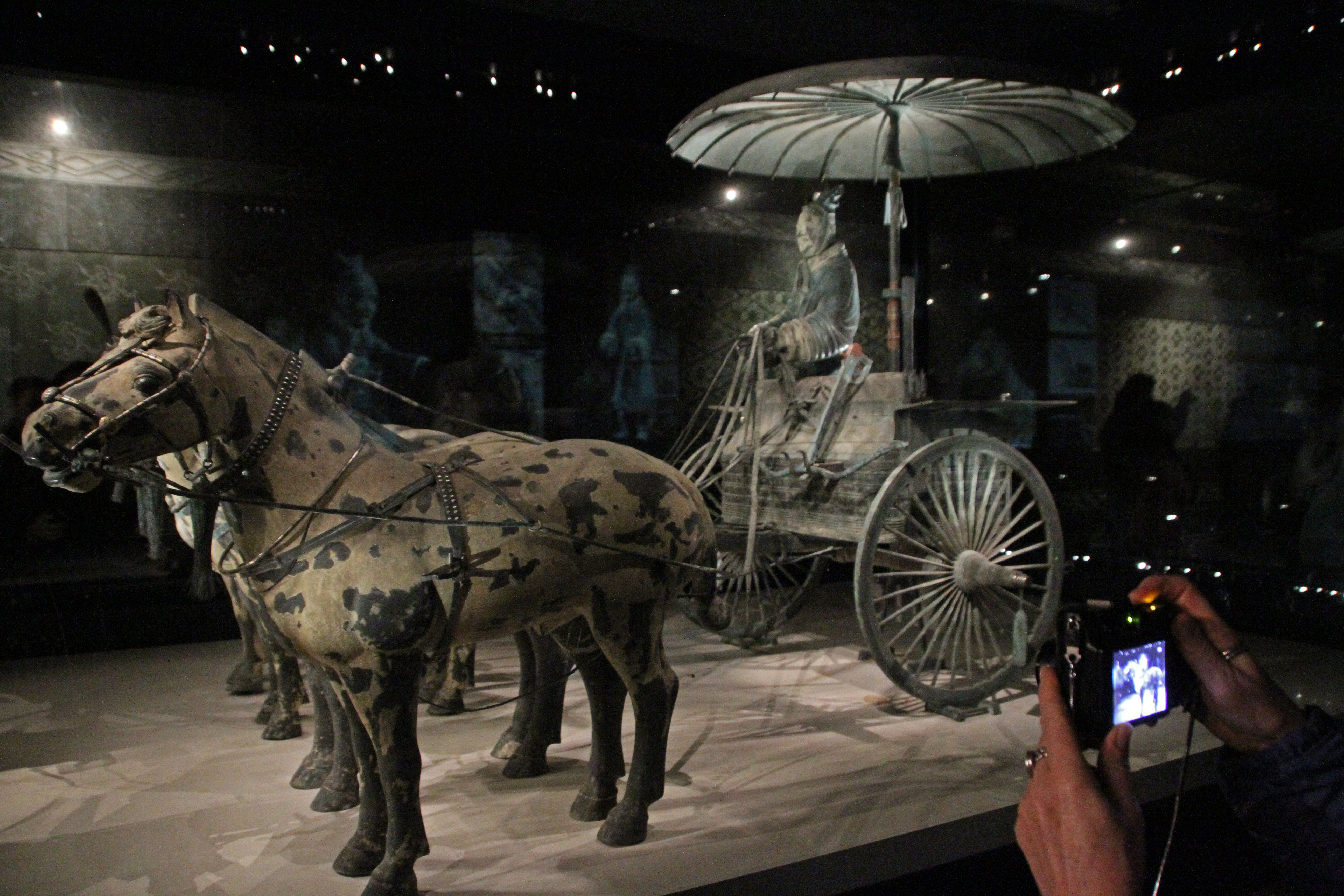